# Pipulkovec širokozobý
Pipulkovec širokozobý (Sapayoa aenigma) je druh křikavého pěvce, jediný zástupce čeledi Sapayoidae.

## Systematika
Za popisnou autoritu pipulkovce širokozobého je pokládán německý přírodovědec Ernst Hartert, jenž tento druh vědecky popsal roku 1903 pod binomickým jménem Sapayoa aenigma. Zařadil jej do nově vytyčeného, monotypického rodu Sapayoa.
V rámci systematiky pěvců je rod Sapayoa sdružován do podřádu křikavých (Tyranni). Jeho taxonomické postavení nicméně bylo zpočátku nejasné. Původně byl řazen mezi pipulkovité (Pipridae), tedy v rámci novosvětské linie křikavých pěvců Tyrannides. Navzdory tomu vykazoval určité morfologické charakteristiky, jako odlišnou stavbu syrinxu či chybějící odvozenou podobu stehenní tepny, jimiž se od ostatních pipulkovitých odlišoval. Na základě molekulárně-fylogenetických analýz začalo být od 90. let 20. století zřejmé, že zařazení rodu Sapayoa mezi novosvětské křikavé nemusí mít opodstatnění, ačkoli jde o novosvětský rod. Současná systematika jej tak sdružuje v rámci starosvětské linie Eurylaimides a od roku 2006 je rod Sapayoa veden v rámci samostatné čeledi Sapayoidae.
Čeleď Sapayoidae může představovat sesterský taxon vůči všem ostatním zástupcům kladu Eurylaimides, jehož původ by tak byl neotropický. Studie z roku 2016 klade odhadované datum této divergence do období před asi 28 miliony lety. Alternativní hypotézy vnořují čeleď Sapayoidae hlouběji v rámci Eurylaimides, s tím, že ke kolonizaci Jižní Ameriky jejími předky došlo až druhotně.

## Charakteristika
Pipulkovec širokozobý představuje špatně známého ptáka z Kolumbie, Ekvádoru a Panamy. Dosahuje velikosti asi 14 cm a vyznačuje se olivovým opeřením s nažloutlým hrdlem a vrcholem hlavy. Nápadně široký zobák usnadňuje lov létajícího hmyzu. Přirozeným prostředím pipulkovců jsou nižší lesní patra, typicky v blízkosti vodního zdroje. Nízko nad vodními toky si tito ptáci rovněž budují svá hnízda, to jest velké a neupravené závěsné stavby, jejichž vchod často maskují listím. Ačkoli běžně žijí v párech, výjimkou není ani utváření mezidruhových krmných hejn. Terénní pozorování nasvědčují skutečnosti, že při odchovu mláďat hnízdnímu páru napomáhají mladší jedinci. Vajíčka nicméně inkubuje pouze samice.